# Gábor Totola
Gábor Totola (Budapest, 10 de diciembre de 1973) es un deportista húngaro que compitió en esgrima, especialista en la modalidad de espada.
Participó en los Juegos Olímpicos de Barcelona 1992, obteniendo una medalla de plata en la prueba por equipos (junto con Iván Kovács, Krisztián Kulcsár, Ferenc Hegedűs y Ernő Kolczonay). Ganó una medalla de bronce en el Campeonato Europeo de Esgrima de 1993, en la prueba individual.

## Palmarés internacional
| Juegos Olímpicos   | Juegos Olímpicos   | Juegos Olímpicos  | Juegos Olímpicos   |
| Año                | Lugar              | Medalla           | Prueba             |
| ------------------ | ------------------ | ----------------- | ------------------ |
| 1992               | Barcelona (España) | Medalla de plata  | Espada por equipos |
| Campeonato Europeo |                    |                   |                    |
| Año                | Lugar              | Medalla           | Prueba             |
| 1993               | Linz (Austria)     | Medalla de bronce | Espada individual  |